# Leichtathletik-Weltmeisterschaften 2019/200 m der Männer

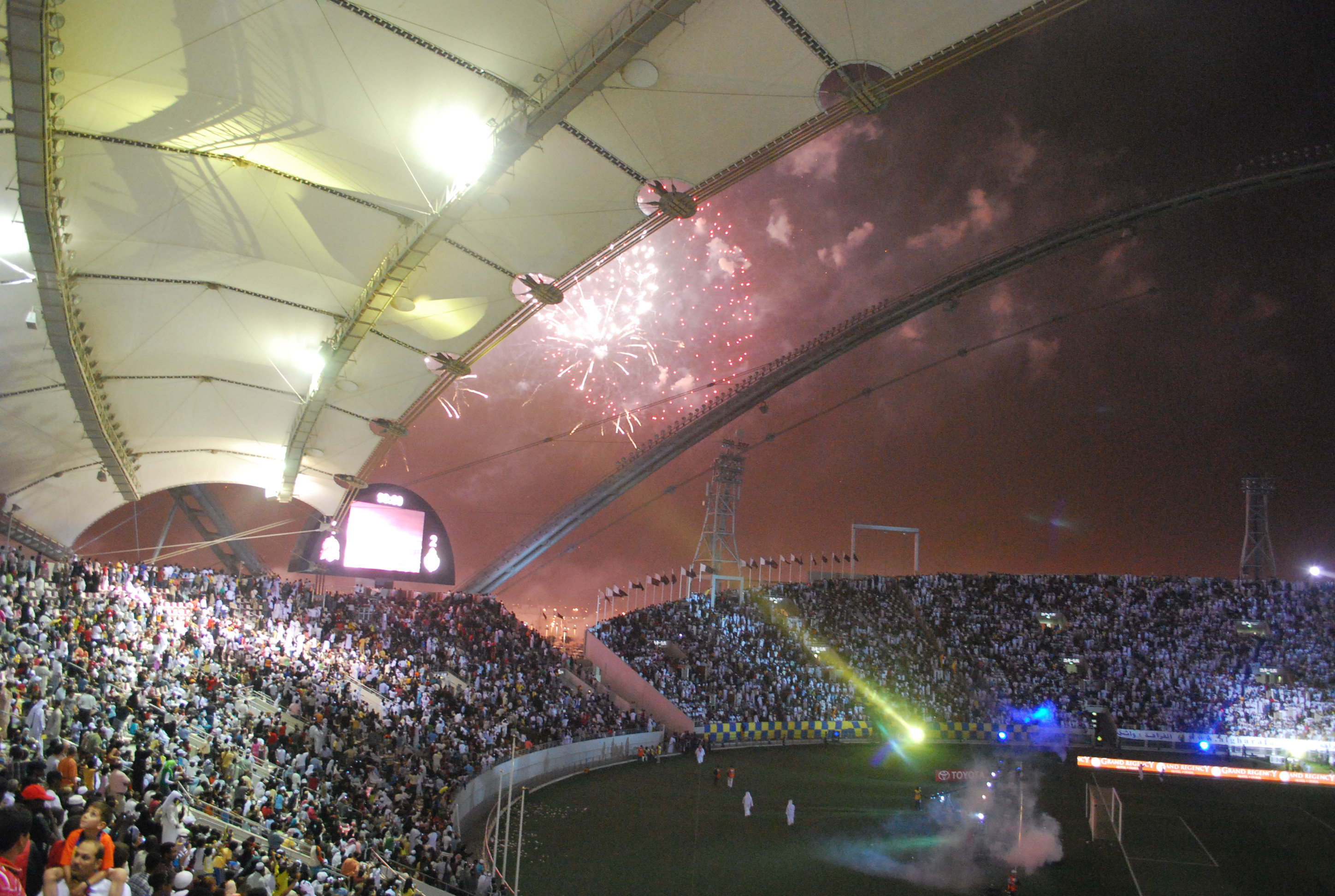
Das Khalifa International Stadium
während des Emir Cups im Jahr 2009

Der 200-Meter-Lauf der Männer bei den Leichtathletik-Weltmeisterschaften 2019 fand am 29. und 30. September sowie am 1. Oktober 2019 im Khalifa International Stadium der katarischen Hauptstadt Doha statt.
52 Athleten aus 37 Ländern nahmen an dem Wettbewerb teil.
Die Goldmedaille gewann der US-Amerikaner Noah Lyles mit 19,83 s.

Silber ging in 19,95 s an den kanadischen Olympiazweiten von 2016 Andre De Grasse, der über 100 Meter 2016 Olympiadritter und 2017 WM-Dritter war. Mit der 4-mal-100-Meter-Staffel seines Landes hatte er darüber hinaus 2016 Olympiabronze und 2015 WM-Bronze gewonnen. Hier in Doha war er drei Tage zuvor Dritter im 100-Meter-Finale.

Die Bronzemedaille sicherte sich mit 19,98 s der zweifache 200-Meter-Südamerikameister (2013/2015) Álex Quiñónez aus Ecuador. Er war darüber hinaus über 100 Meter Südamerikameister von 2013 und Vizesüdamerikameister von 2015. Mit der ecuadorianischen Sprintstaffel hatte er 2015 bei den Südamerikameisterschaften Gold gewonnen.

## Rekorde
Vor dem Wettbewerb galten folgende Rekorde:
| Weltrekord               | Usain Bolt | 19,19 s | WM in Berlin, Deutschland | 20. August 2009 |
| Weltmeisterschaftsrekord | Usain Bolt | 19,19 s | WM in Berlin, Deutschland | 20. August 2009 |

Der bestehende WM-Rekord wurde bei diesen Weltmeisterschaften nicht eingestellt und nicht verbessert.
Es wurden zwei Landesrekorde aufgestellt:
- 20,84 s – Noureddine Hadid (Libanon), dritter Vorlauf, Windunterstützung: 0,5 m/s
- 22,37 s – Ahmed al-Yaari (Jemen), sechster Vorlauf, Windunterstützung: 0,9 m/s

## Vorläufe
Aus den sieben Vorläufen qualifizierten sich die jeweils drei Ersten jedes Laufes – hellblau unterlegt – und zusätzlich die drei Zeitschnellsten – hellgrün unterlegt – für das Halbfinale.

### Lauf 1
29. September 2019, 20:05 Uhr Ortszeit (19:05 Uhr MESZ)
Wind: +0,5 m/s
| Platz | Bahn | Athlet                  | Land           | Zeit (s)                          |
| ----- | ---- | ----------------------- | -------------- | --------------------------------- |
| 1     | 7    | Adam Gemili             | Großbritannien | 20,06 SB                          |
| 2     | 2    | Ramil Guliyev           | Türkei         | 20,27                             |
| 3     | 6    | Taymir Burnet           | Niederlande    | 20,37                             |
| 4     | 9    | Divine Oduduru          | Nigeria        | 20,40                             |
| 5     | 5    | Paulo André de Oliveira | Brasilien      | 20,75                             |
| 6     | 8    | Rodney Rowe             | USA            | 20,92                             |
| 7     | 3    | Fodé Sissoko            | Mali           | 21,30                             |
| DSQ   | 4    | Terrence Jones          | Bahamas        | IAAF Rule 163.3a – Bahnübertreten |

### Lauf 2
29. September 2019, 20:13 Uhr Ortszeit (19:13 Uhr MESZ)
Wind: +0,5 m/s
| Platz | Bahn | Athlet                      | Land                | Zeit (s) |
| ----- | ---- | --------------------------- | ------------------- | -------- |
| 1     | 4    | Xie Zhenye                  | Volksrepublik China | 20,20    |
| 2     | 3    | Zharnel Hughes              | Großbritannien      | 20,24 SB |
| 3     | 5    | Anaso Jobodwana             | Südafrika           | 20,35 SB |
| 4     | 8    | Yūki Koike                  | Japan               | 20,46    |
| 5     | 7    | Fahhad Mohammed al-Subaie   | Saudi-Arabien       | 20,51    |
| 6     | 6    | José Andrés Salazar         | El Salvador         | 21,64    |
| 7     | 9    | Muhd Noor Firdaus Ar Rasyid | Brunei              | 21,99    |

### Lauf 3

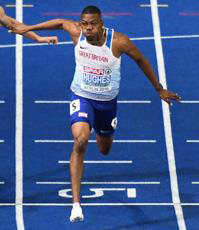
Zharnel Hughes – ausgeschieden als Dritter in 20,30 s

29. September 2019, 20:21 Uhr Ortszeit (19:21 Uhr MESZ)
Wind: +0,8 m/s
| Platz | Bahn | Athlet                  | Land                   | Zeit (s) |
| ----- | ---- | ----------------------- | ---------------------- | -------- |
| 1     | 4    | Álex Quiñónez           | Ecuador                | 20,08    |
| 2     | 8    | Yohan Blake             | Jamaika                | 20,23 SB |
| 3     | 6    | Alex Wilson             | Schweiz                | 20,40    |
| 4     | 7    | Aldemir da Silva Júnior | Brasilien              | 20,45    |
| 5     | 2    | Yang Chun-han           | Chinesisch Taipeh      | 20,80    |
| 6     | 5    | Noureddine Hadid        | Libanon                | 20,84 NR |
| 7     | 9    | Antonio Infantino       | Italien                | 20,89    |
| 8     | 3    | Gregory Bradai          | Französisch-Polynesien | 22,79 SB |

Im dritten Vorlauf ausgeschiedene Sprinter:

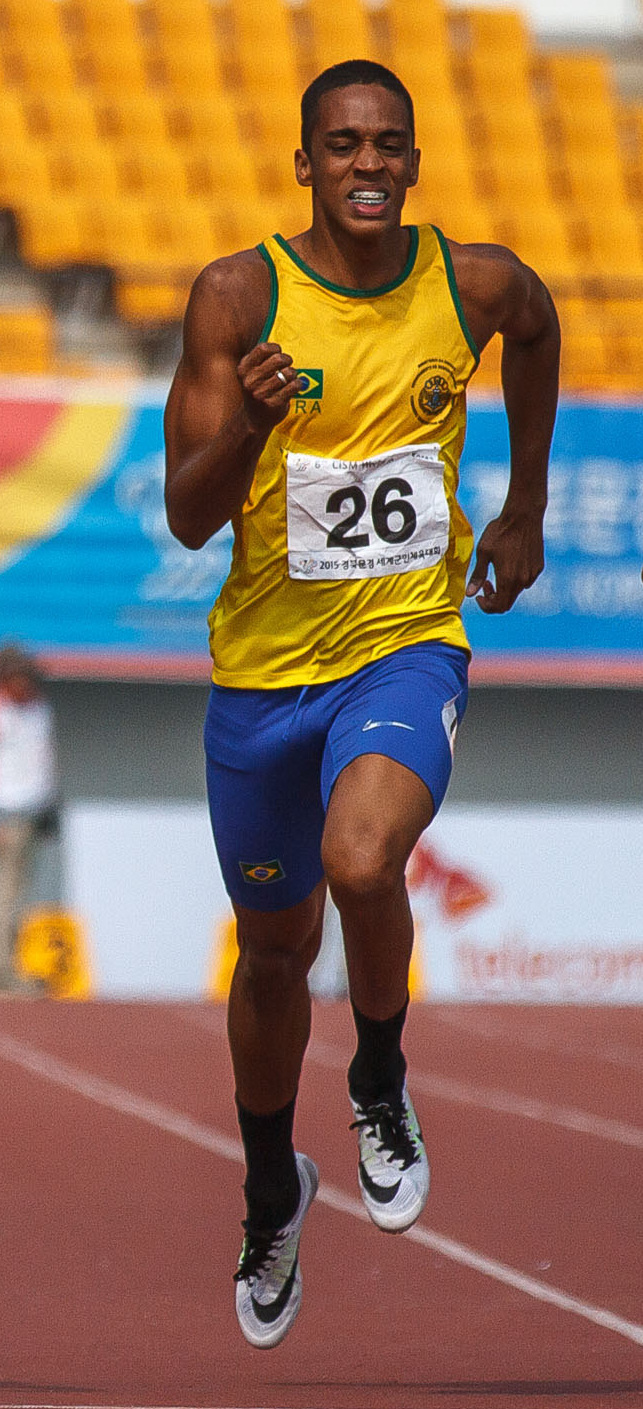
Aldemir da Silva Júnior Rang fünf in 20,80 s
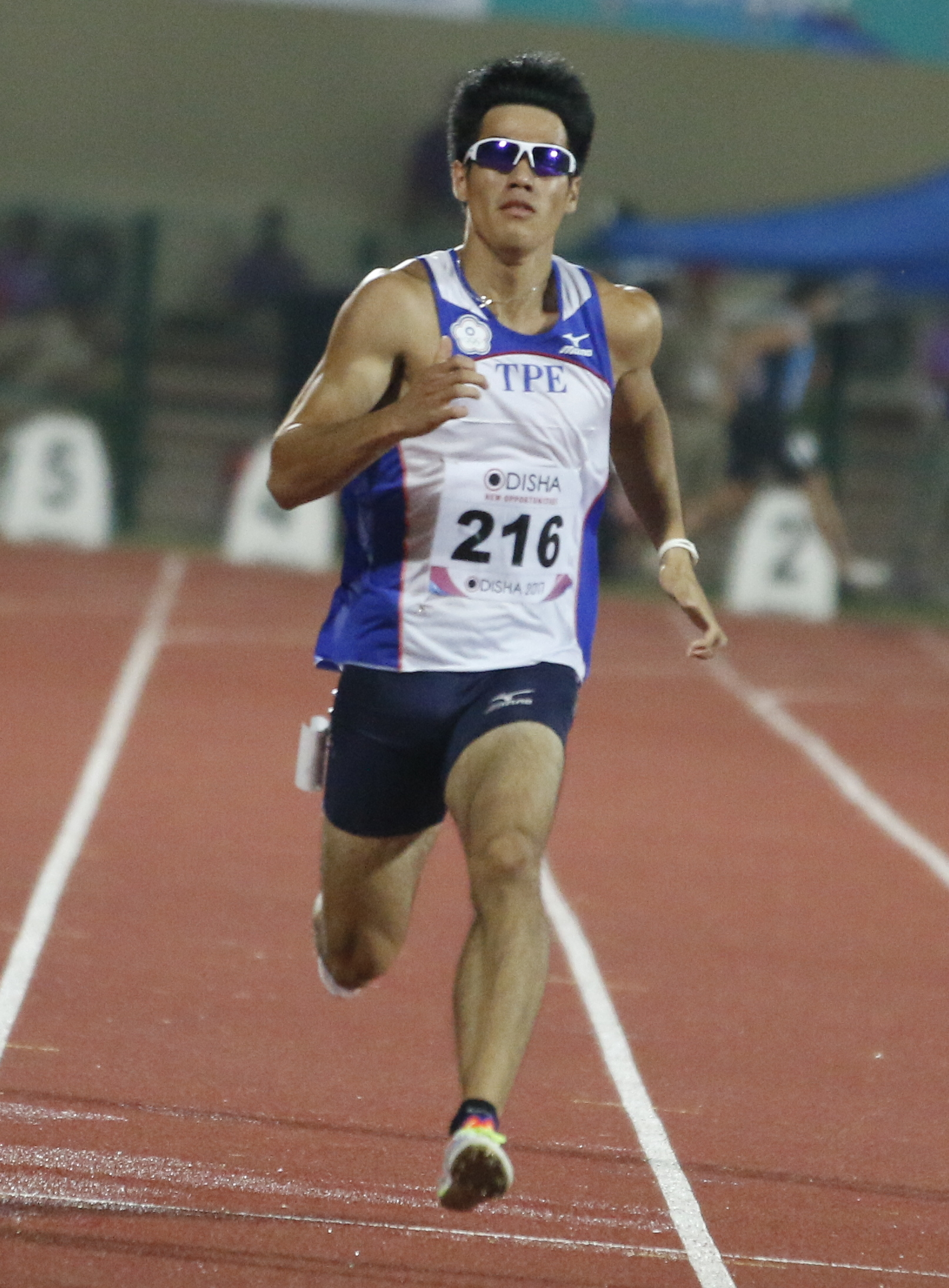
Yang Chun-han Rang vier in 20,45 s
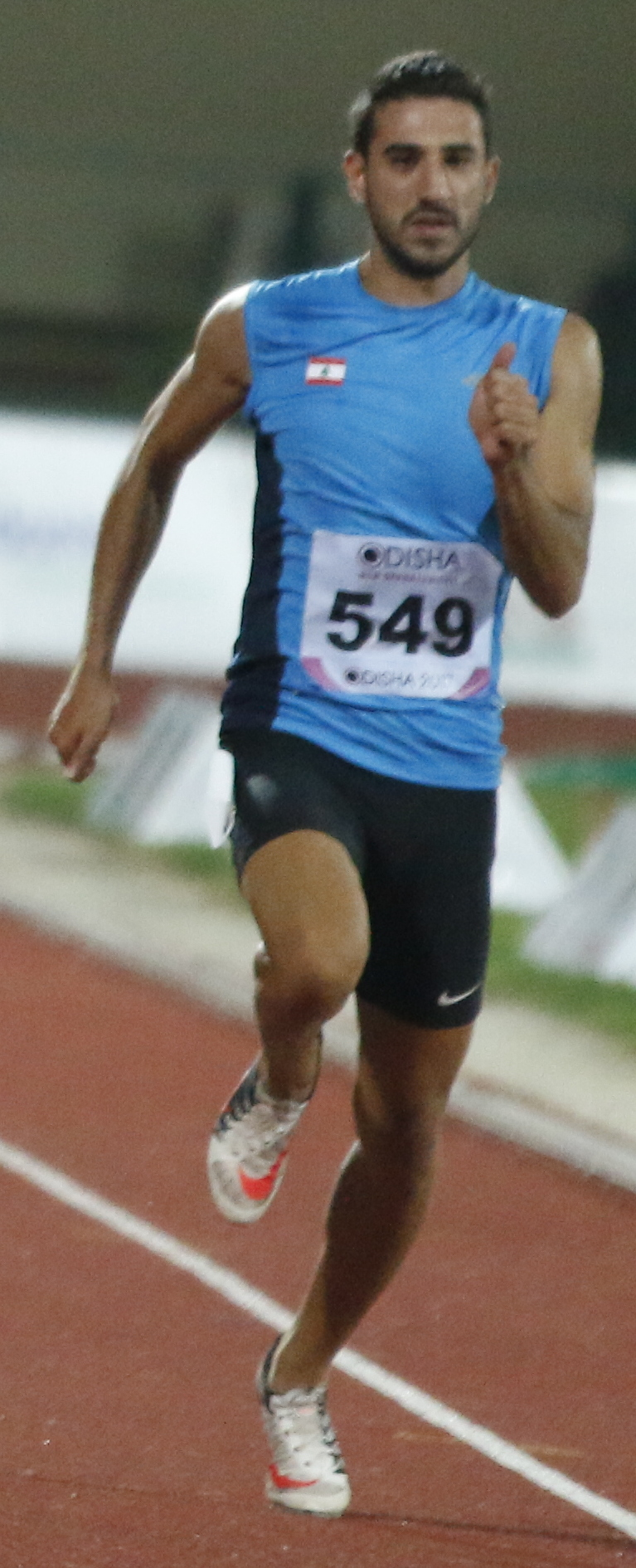
Noureddine Hadid Rang sechs in 20,84 s

### Lauf 4

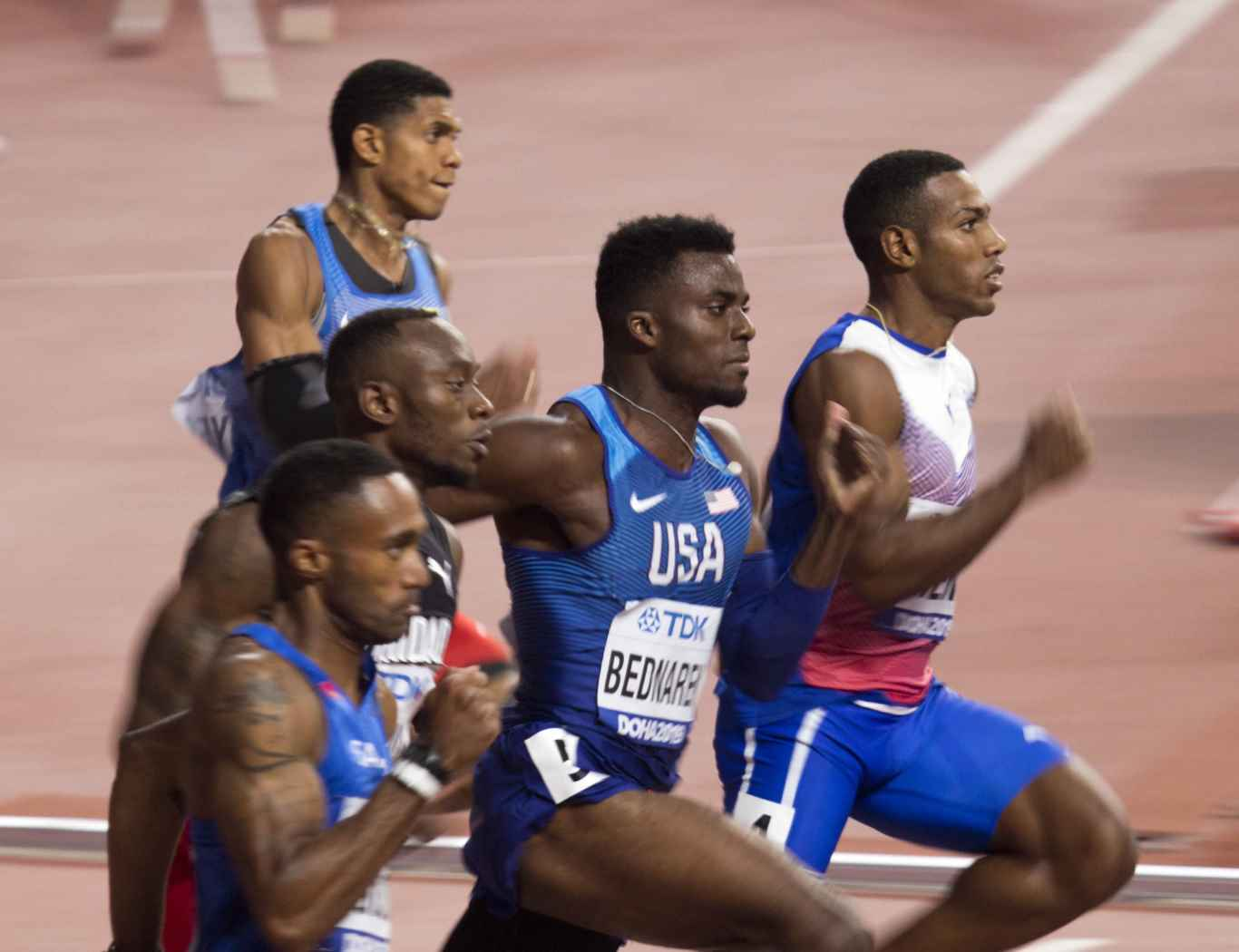
Die Sprinter im vierten Vorlauf zu Beginn der Zielgeraden
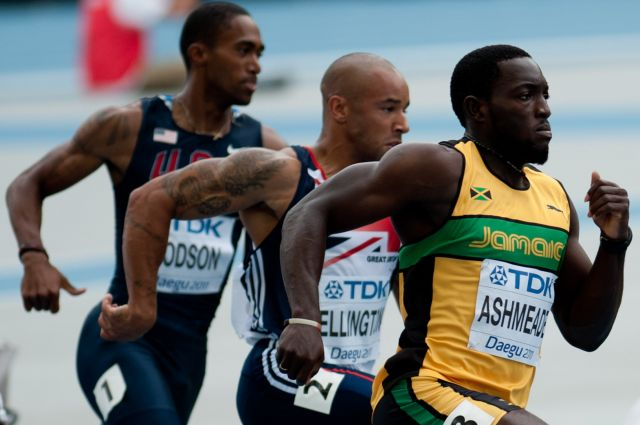
Jeremy Dodson (links) – ausgeschieden als Vierter in 20,60 s

29. September 2019, 20:29 Uhr Ortszeit (19:29 Uhr MESZ)
Wind: +0,7 m/s
| Platz | Bahn | Athlet             | Land                    | Zeit (s) |
| ----- | ---- | ------------------ | ----------------------- | -------- |
| 1     | 6    | Kyle Greaux        | Trinidad und Tobago     | 20,19    |
| 2     | 2    | Yancarlos Martínez | Dominikanische Republik | 20,47    |
| 3     | 4    | Reynier Mena       | Kuba                    | 20,52    |
| 4     | 7    | Jeremy Dodson      | Samoa                   | 20,60    |
| 5     | 3    | Bernardo Baloyes   | Kolumbien               | 20,64    |
| 6     | 8    | Emmanuel Eseme     | Kamerun                 | 20,87    |
| 7     | 5    | Kenneth Bednarek   | USA                     | 21,50    |

### Lauf 5
29. September 2019, 20:37 Uhr Ortszeit (19:37 Uhr MESZ)
Wind: +1,0 m/s
| Platz | Bahn | Athlet            | Land           | Zeit (s)                          |
| ----- | ---- | ----------------- | -------------- | --------------------------------- |
| 1     | 4    | Aaron Brown       | Kanada         | 20,10                             |
| 2     | 5    | Miguel Francis    | Großbritannien | 20,11                             |
| 3     | 6    | Rasheed Dwyer     | Jamaika        | 20,37                             |
| 4     | 3    | Eseosa Desalu     | Italien        | 20,43                             |
| 5     | 8    | Jun Yamashita     | Japan          | 20,62                             |
| 6     | 7    | Abdelaziz Mohamed | Katar          | 20,75 SB                          |
| 7     | 9    | Emmanuel Arowolo  | Nigeria        | 21,07                             |
| DSQ   | 2    | Jeffrey Vanan     | Suriname       | IAAF Rule 163.3a – Bahnübertreten |

### Lauf 6

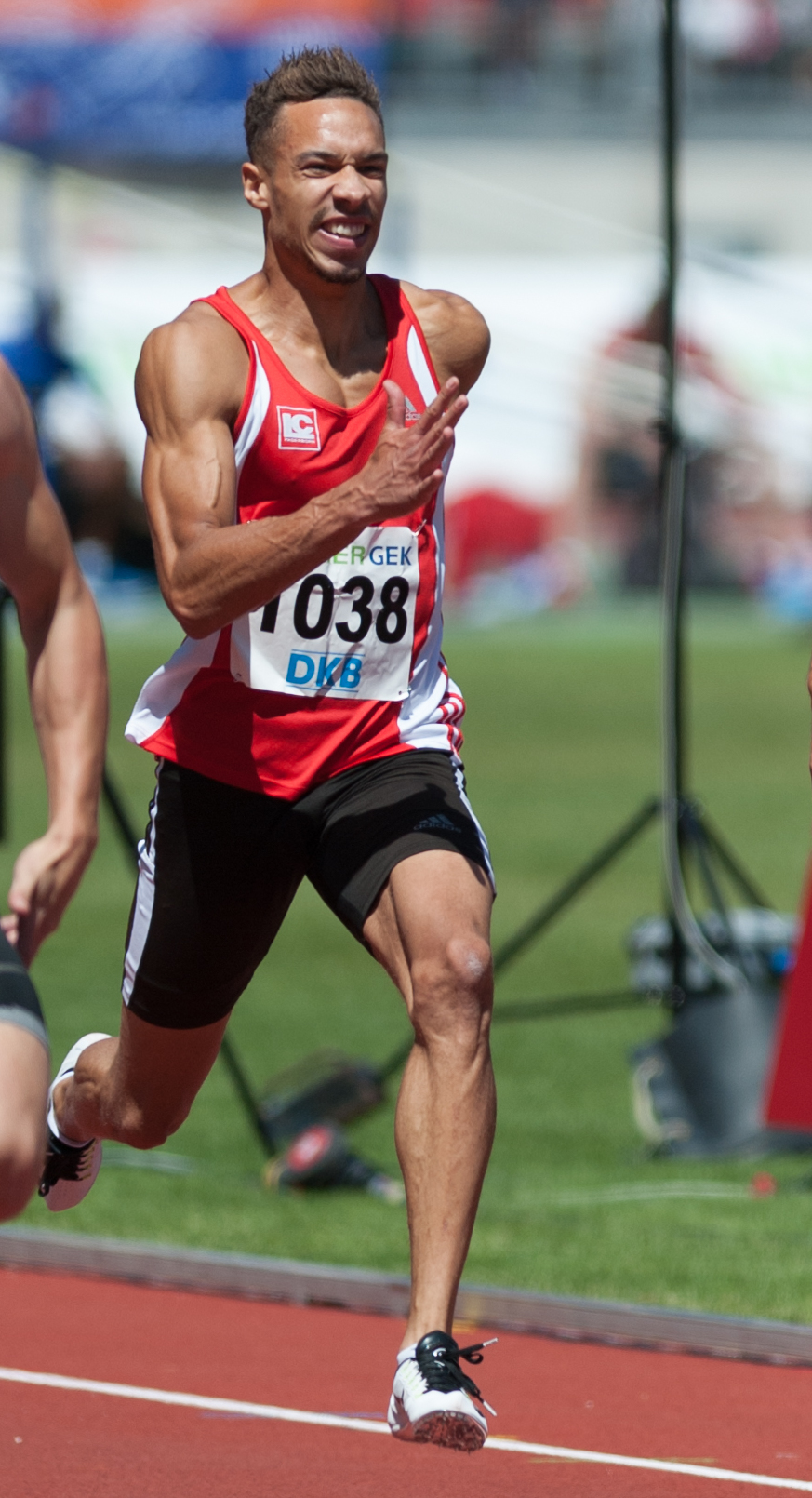
Steven Müller – ausgeschieden als Sechster in 20,69 s
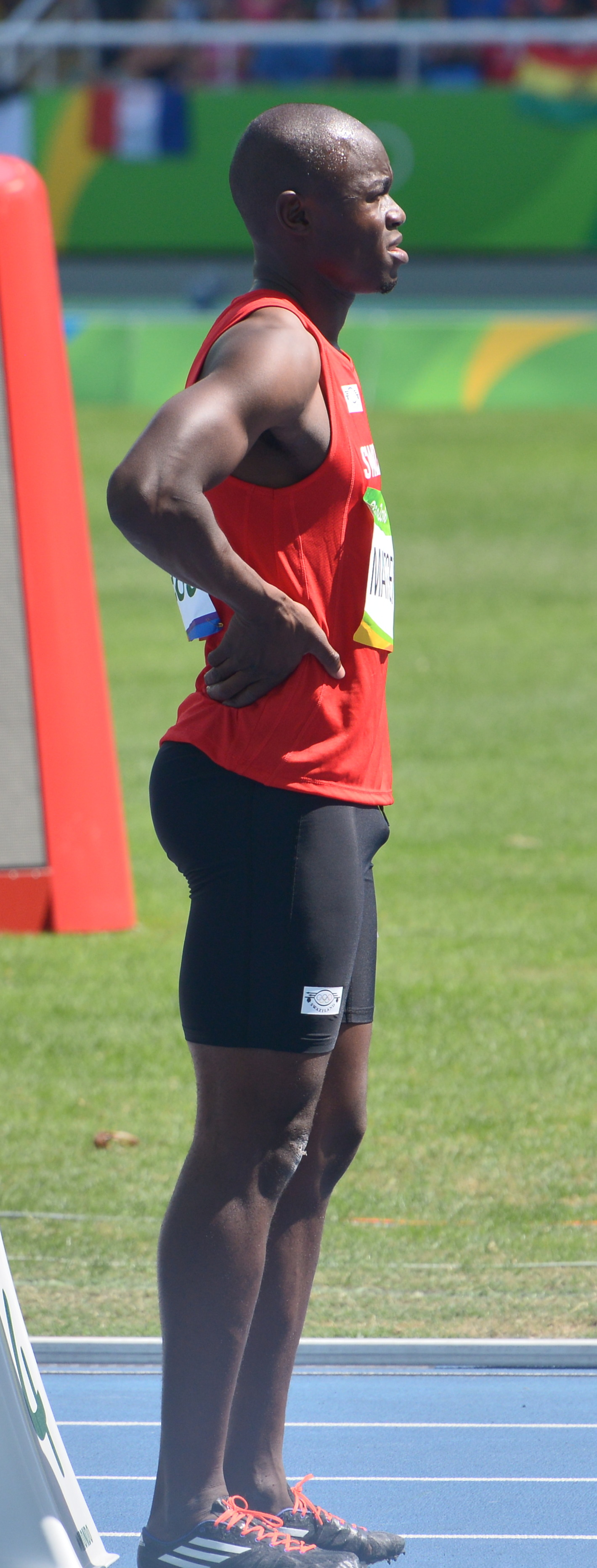
Sibusiso Matsenjwa – ausgeschieden als Siebter in 20,85 s

29. September 2019, 20:45 Uhr Ortszeit (19:45 Uhr MESZ)
Wind: +0,9 m/s
| Platz | Bahn | Athlet             | Land        | Zeit (s) |
| ----- | ---- | ------------------ | ----------- | -------- |
| 1     | 7    | Andre De Grasse    | Kanada      | 20,20    |
| 2     | 9    | Clarence Munyai    | Südafrika   | 20,29    |
| 3     | 6    | Serhij Smelyk      | Ukraine     | 20,39    |
| 4     | 3    | Sydney Siame       | Sambia      | 20,58    |
| 5     | 4    | Kirara Shiraishi   | Japan       | 20,62    |
| 6     | 8    | Steven Müller      | Deutschland | 20,69    |
| 7     | 5    | Sibusiso Matsenjwa | Eswatini    | 20,85    |
| 8     | 2    | Ahmed al-Yaari     | Jemen       | 22,37 NR |

### Lauf 7
29. September 2019, 20:53 Uhr Ortszeit (19:53 Uhr MESZ)
Wind: +0,2 m/s
| Platz | Bahn | Athlet            | Land                | Zeit (s) |
| ----- | ---- | ----------------- | ------------------- | -------- |
| 1     | 8    | Jereem Richards   | Trinidad und Tobago | 20,23    |
| 2     | 3    | Noah Lyles        | USA                 | 20,26    |
| 3     | 2    | Brendon Rodney    | Kanada              | 20,38    |
| 4     | 7    | Andre Ewers       | Jamaika             | 20,41    |
| 5     | 6    | Mouhamadou Fall   | Frankreich          | 20,63    |
| 6     | 4    | Guy Maganga Gorra | Gabun               | 20,74    |
| DNS   | 5    | Alonso Edward     | Panama              |          |

## Halbfinale
Aus den drei Halbfinalläufen qualifizierten sich die jeweils zwei Ersten jedes Laufes – hellblau unterlegt – und zusätzlich die zwei Zeitschnellsten – hellgrün unterlegt – für das Finale.

### Lauf 1

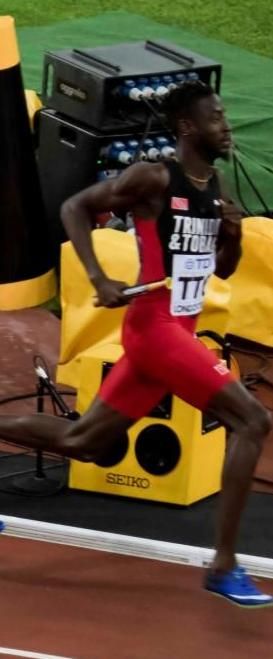
Jereem Richards – ausgeschieden als Vierter in 20,28 s
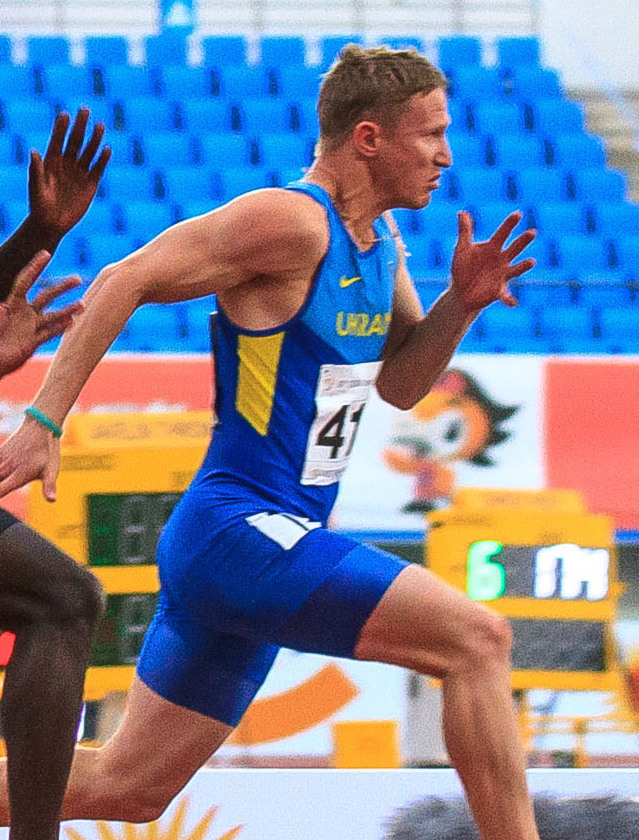
Serhij Smelyk – ausgeschieden als Siebter in 20,55 s
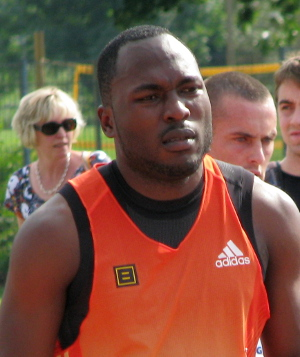
Alex Wilson – in seinem Halbfinale nicht gestartet

30. September 2019, 20:50 Uhr Ortszeit (19:50 Uhr MESZ)

Wind: −0,3 m/s
| Platz | Bahn | Athlet          | Land                | Zeit (s) |
| ----- | ---- | --------------- | ------------------- | -------- |
| 1     | 5    | Adam Gemili     | Großbritannien      | 20,03 SB |
| 2     | 4    | Ramil Guliyev   | Türkei              | 20,16    |
| 3     | 6    | Aaron Brown     | Kanada              | 20,20    |
| 4     | 7    | Jereem Richards | Trinidad und Tobago | 20,28    |
| 5     | 8    | Rasheed Dwyer   | Jamaika             | 20,54    |
| 6     | 9    | Clarence Munyai | Südafrika           | 20,55    |
| 7     | 2    | Serhij Smelyk   | Ukraine             | 20,55    |
| DNS   | 3    | Alex Wilson     | Schweiz             |          |

### Lauf 2

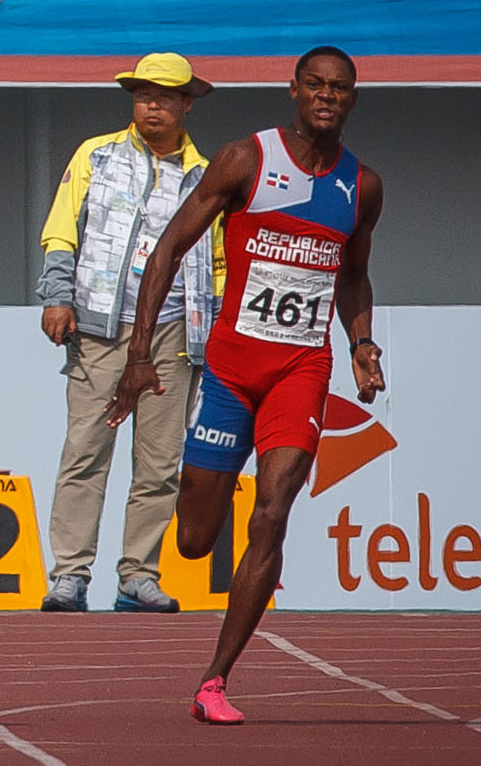
Yancarlos Martínez – ausgeschieden als Vierter in 20,28 s
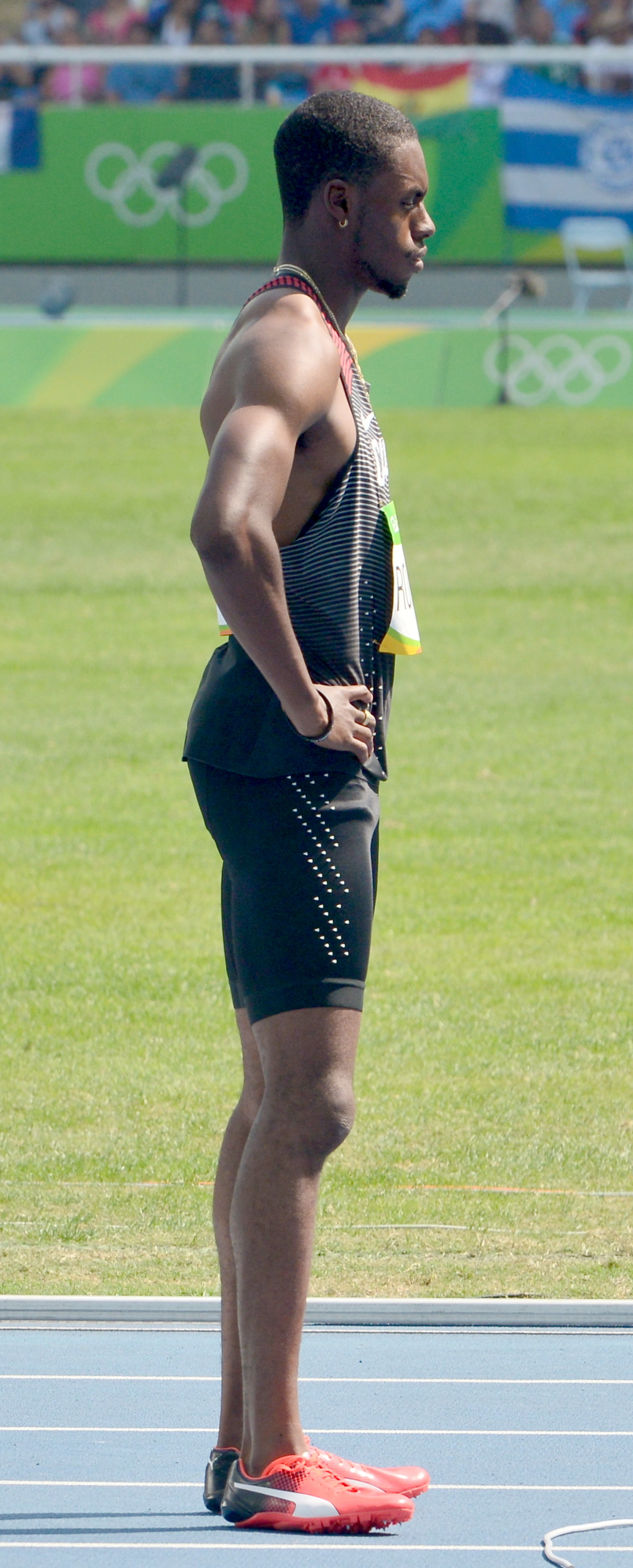
Brendon Rodney – ausgeschieden als Fünfter in 20,34 s
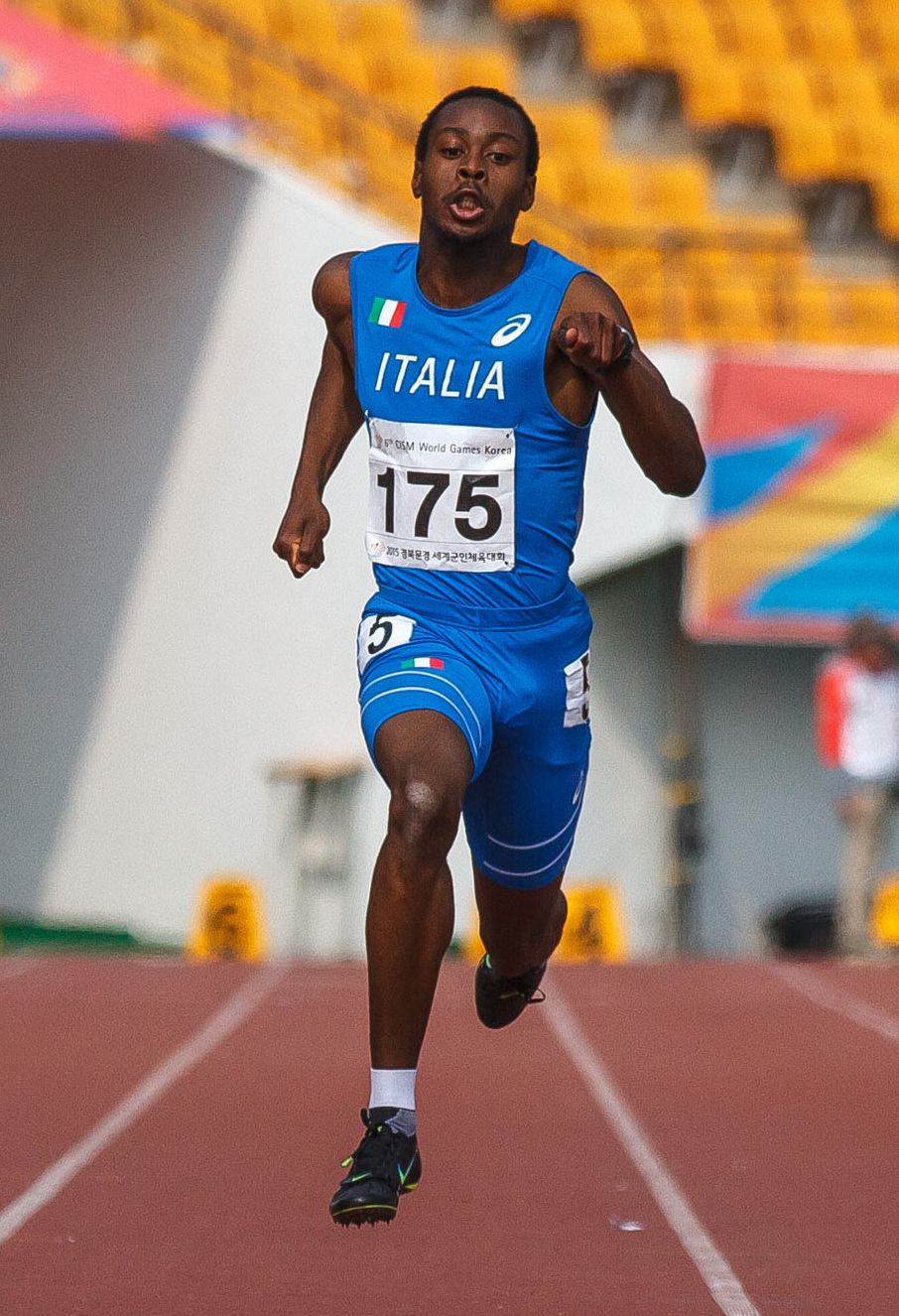
Eseosa Desalu – ausgeschieden als Siebter in 20,73 s

30. September 2019, 20:58 Uhr Ortszeit (19:58 Uhr MESZ)

Wind: +0,1 m/s
| Platz | Bahn | Athlet             | Land                    | Zeit (s) |
| ----- | ---- | ------------------ | ----------------------- | -------- |
| 1     | 5    | Noah Lyles         | USA                     | 19,86    |
| 2     | 4    | Álex Quiñónez      | Ecuador                 | 19,95    |
| 3     | 6    | Xie Zhenye         | Volksrepublik China     | 20,03    |
| 4     | 8    | Yancarlos Martínez | Dominikanische Republik | 20,28 SB |
| 5     | 9    | Brendon Rodney     | Kanada                  | 20,34    |
| 6     | 3    | Andre Ewers        | Jamaika                 | 20,61    |
| 7     | 2    | Eseosa Desalu      | Italien                 | 20,73    |
| DNS   | 7    | Miguel Francis     | Großbritannien          |          |

### Lauf 3
30. September 2019, 21:06 Uhr Ortszeit (20:06 Uhr MESZ)

Wind: −0,1 m/s
| Platz | Bahn | Athlet          | Land                | Offizielle Zeit (s) | Tausendstelsek. (inoffiziell) |
| ----- | ---- | --------------- | ------------------- | ------------------- | ----------------------------- |
| 1     | 6    | Andre De Grasse | Kanada              | 20,08               |                               |
| 2     | 7    | Kyle Greaux     | Trinidad und Tobago | 20,24               |                               |
| 3     | 5    | Zharnel Hughes  | Großbritannien      | 20,30               |                               |
| 4     | 8    | Taymir Burnet   | Niederlande         | 20,34 PB            | 20,334                        |
| 5     | 9    | Anaso Jobodwana | Südafrika           | 20,34 SB            | 20,340                        |
| 6     | 4    | Yohan Blake     | Jamaika             | 20,37               |                               |
| 7     | 3    | Reynier Mena    | Kuba                | 20,61               |                               |
| 8     | 2    | Divine Oduduru  | Nigeria             | 20,84               |                               |

Weitere im dritten Halbfinale ausgeschiedene Sprinter:

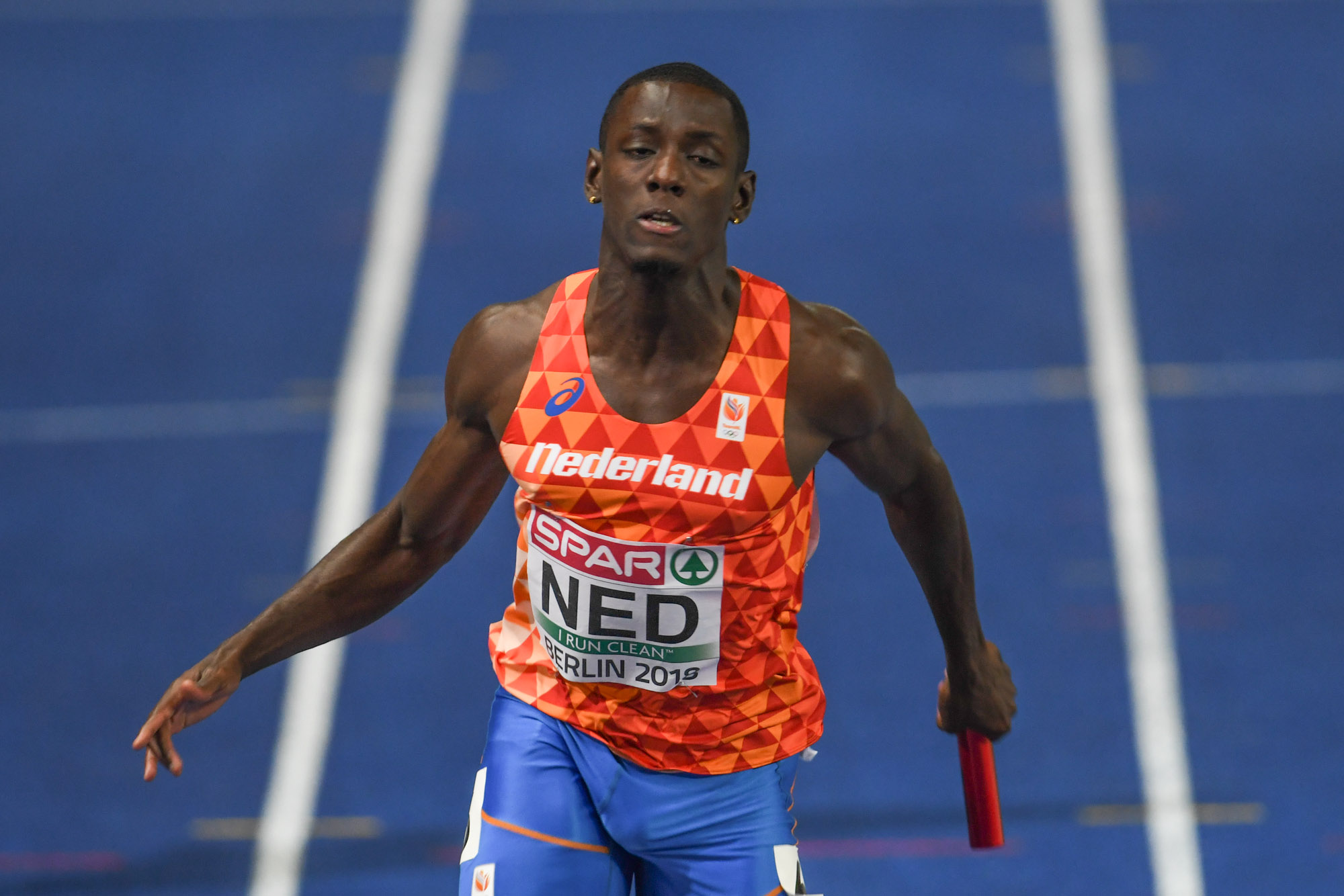
Taymir Burnet Rang vier in 20,34 s
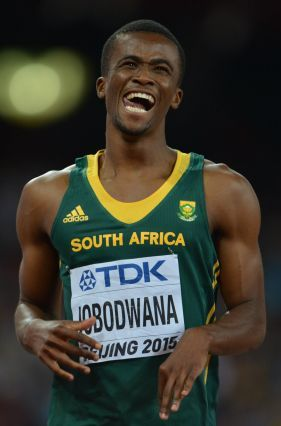
Anaso Jobodwana Rang fünf in 20,34 s
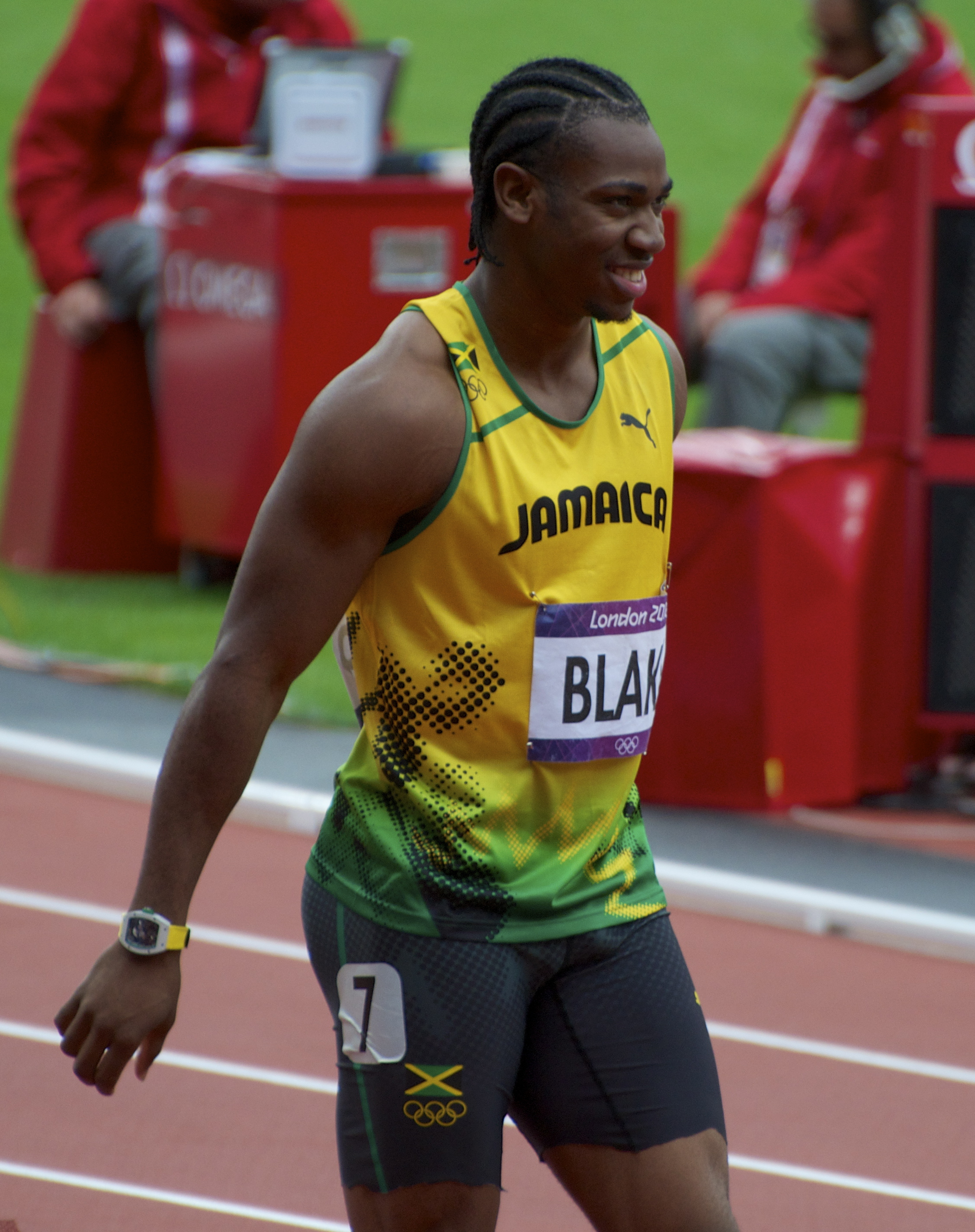
Yohan Blake Rang sechs in 20,37 s
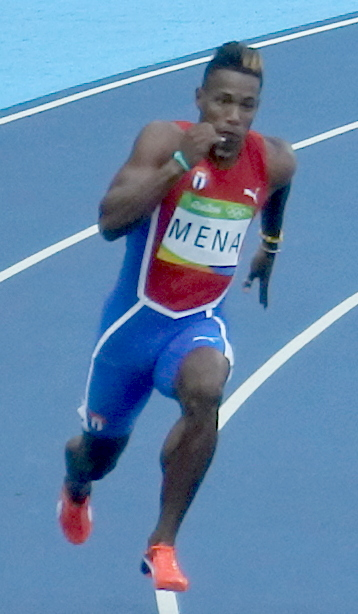
Reynier Mena Rang sieben in 20,61 s
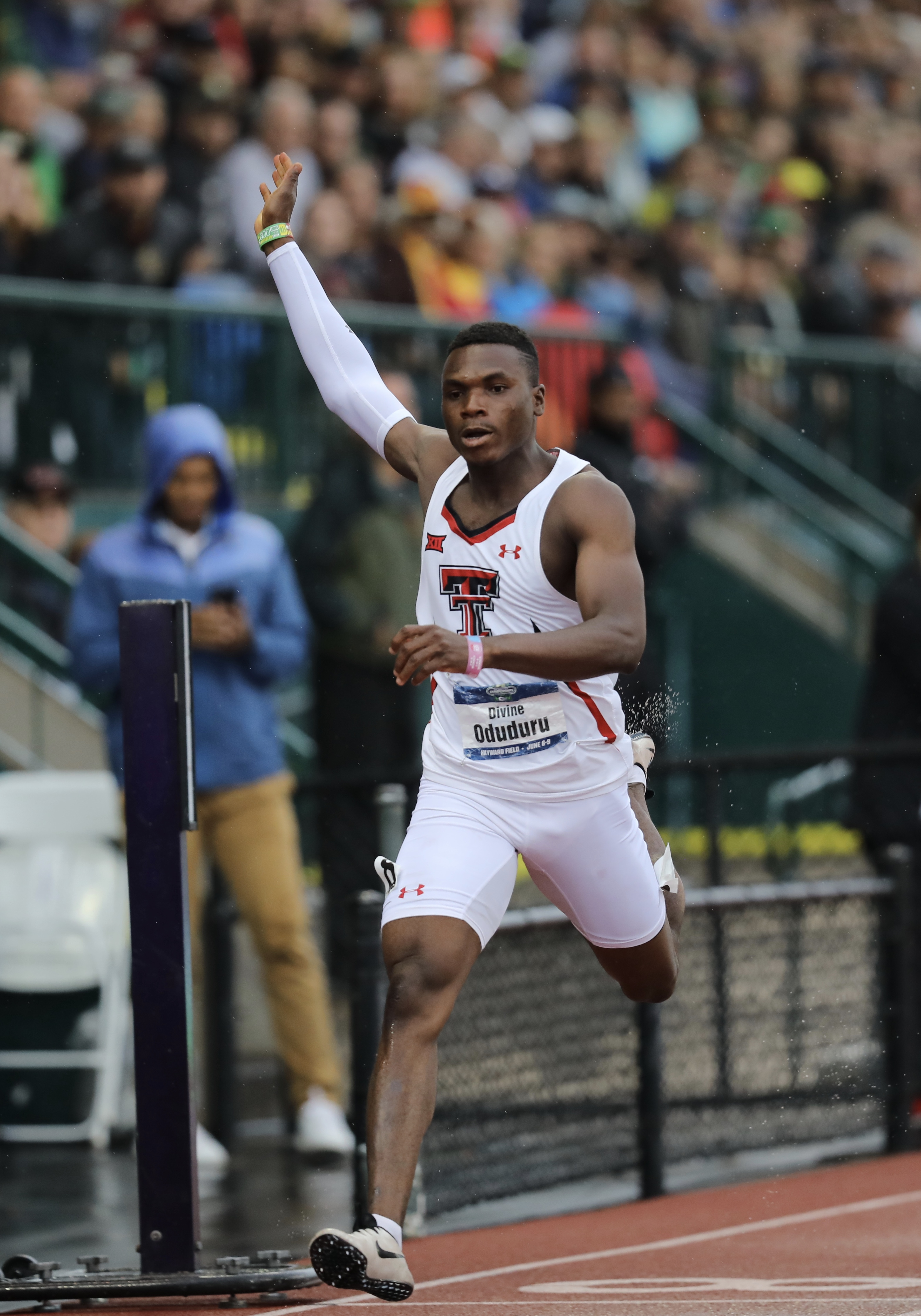
Divine Oduduru Rang acht in 20,84 s

## Finale

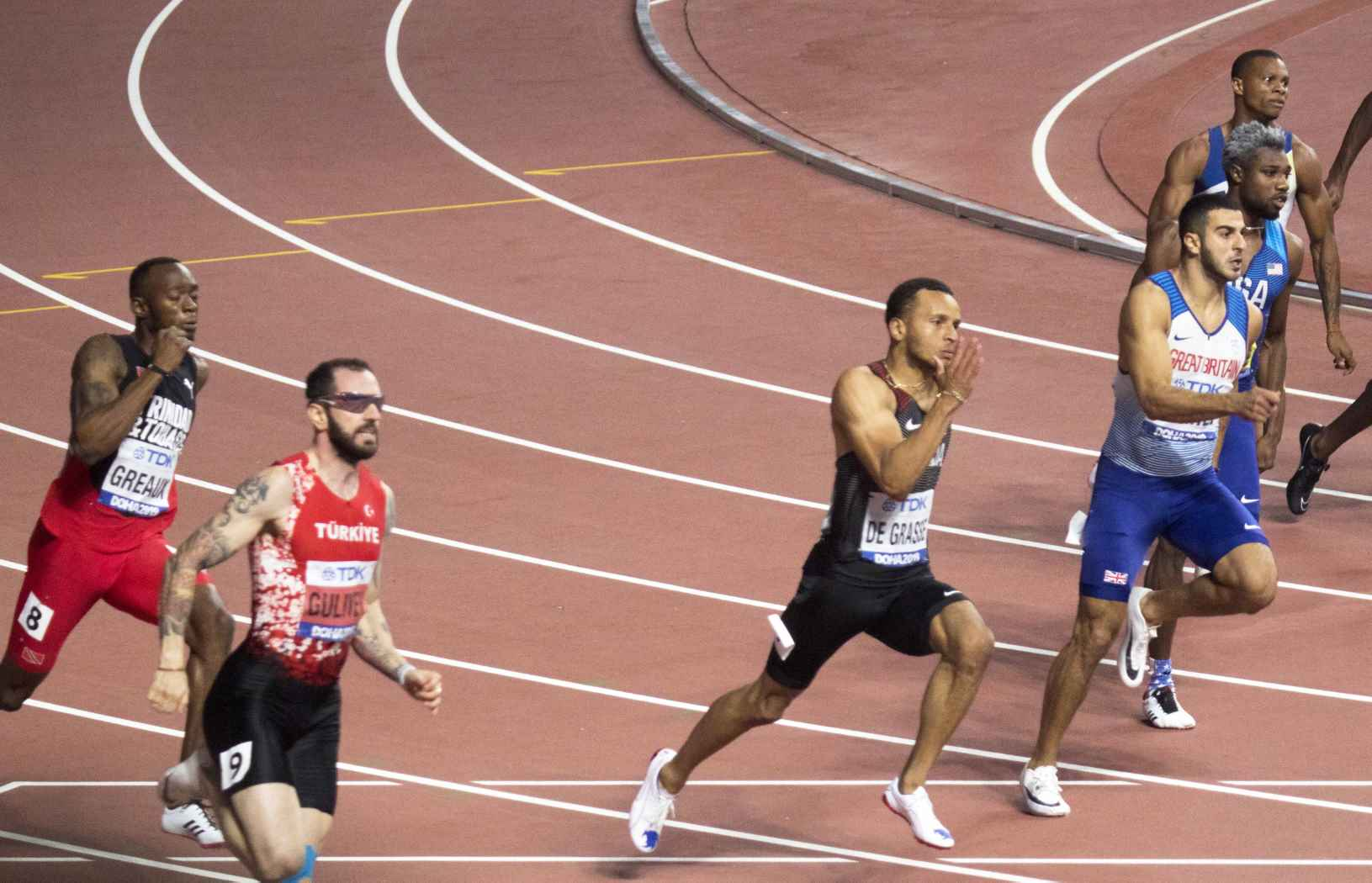
Die 200-Meter-Finalisten ausgangs der Zielkurve

1. Oktober 2019, 22:40 Uhr Ortszeit (21:40 Uhr MESZ)

Wind: +0,3 m/s
| Platz | Bahn | Athlet          | Land                | Zeit (s) |
| ----- | ---- | --------------- | ------------------- | -------- |
|       | 5    | Noah Lyles      | USA                 | 19,83    |
|       | 7    | Andre De Grasse | Kanada              | 19,95    |
|       | 4    | Álex Quiñónez   | Ecuador             | 19,98    |
| 4     | 6    | Adam Gemili     | Großbritannien      | 20,03 SB |
| 5     | 9    | Ramil Guliyev   | Türkei              | 20,07    |
| 6     | 3    | Aaron Brown     | Kanada              | 20,10    |
| 7     | 2    | Xie Zhenye      | Volksrepublik China | 20,14    |
| 8     | 8    | Kyle Greaux     | Trinidad und Tobago | 20,39    |

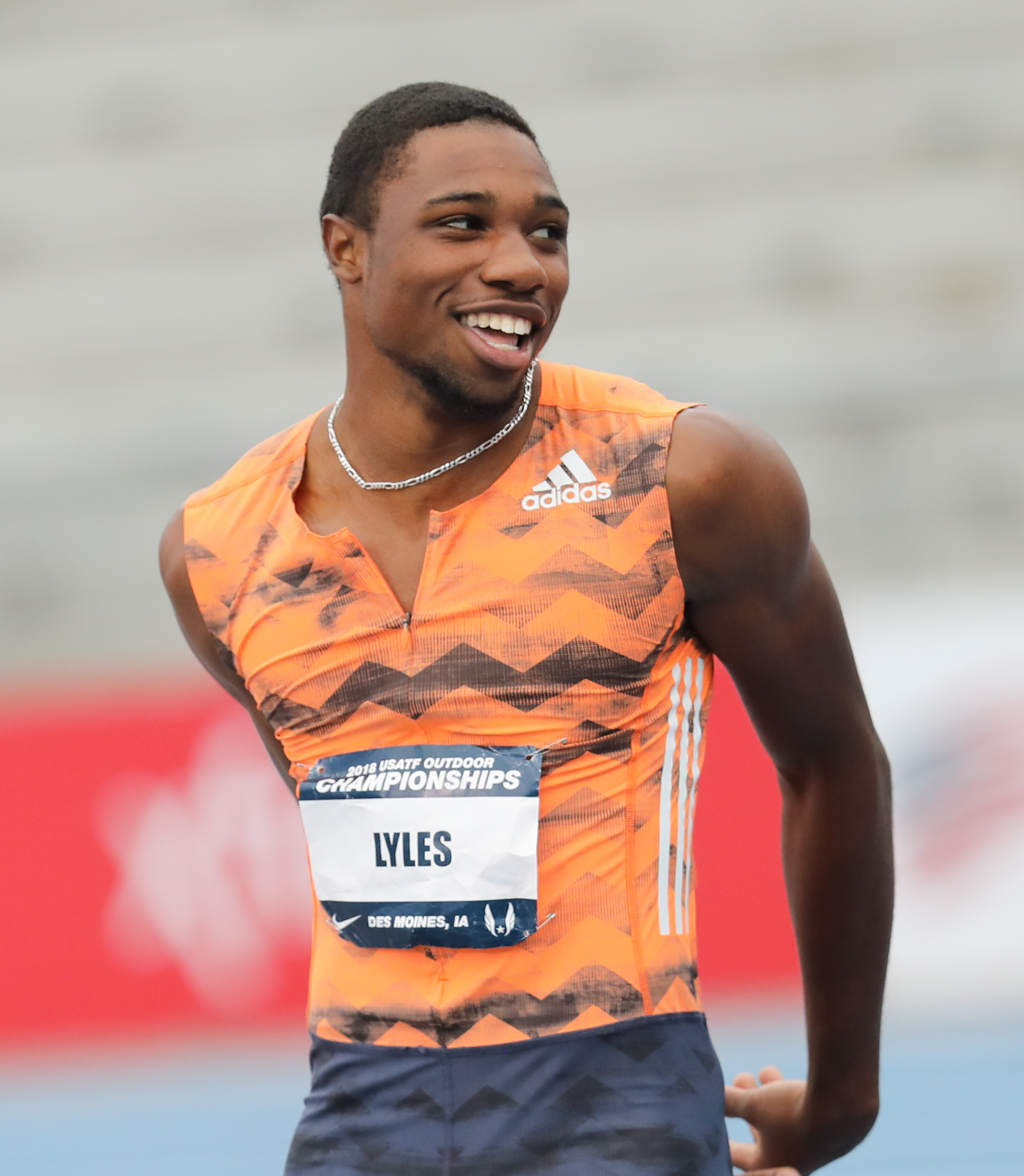
Weltmeister Noah Lyles
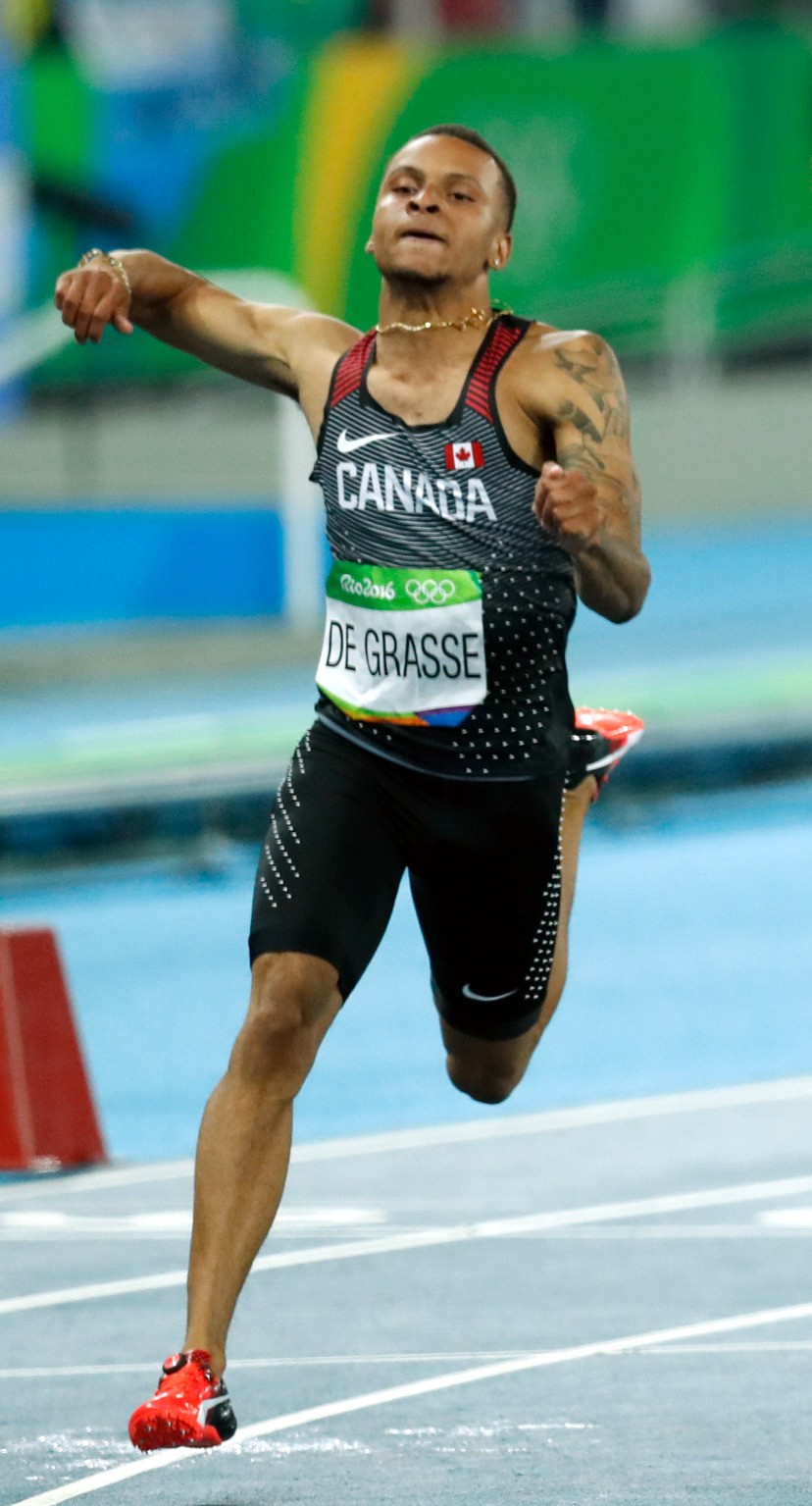
Vizeweltmeister Andre De Grasse
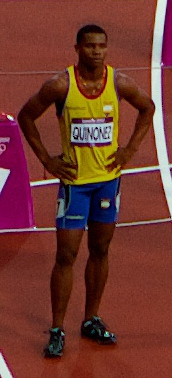
Bronzemedaillengewinner Álex Quiñónez

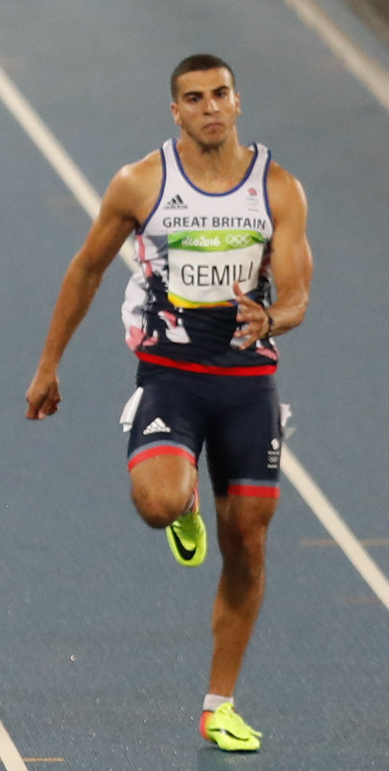
Rang vier für Adam Gemili
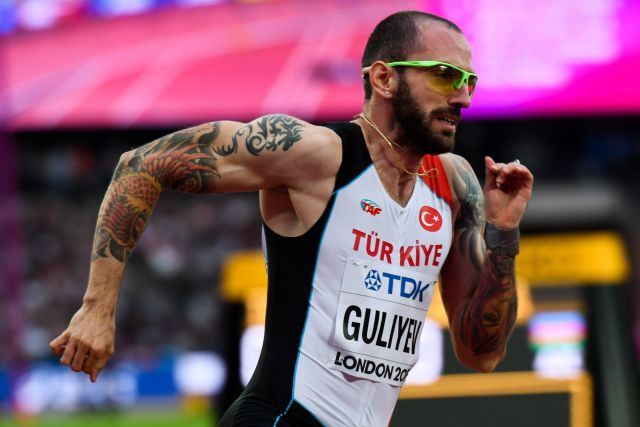
Ramil Guliyev belegte Rang fünf
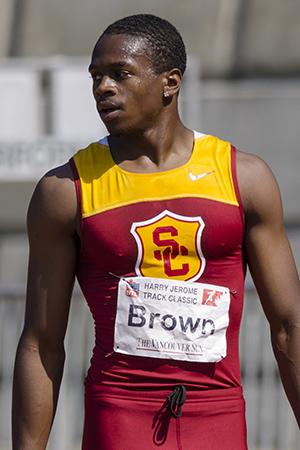
Aaron Brown kam auf den sechsten Platz
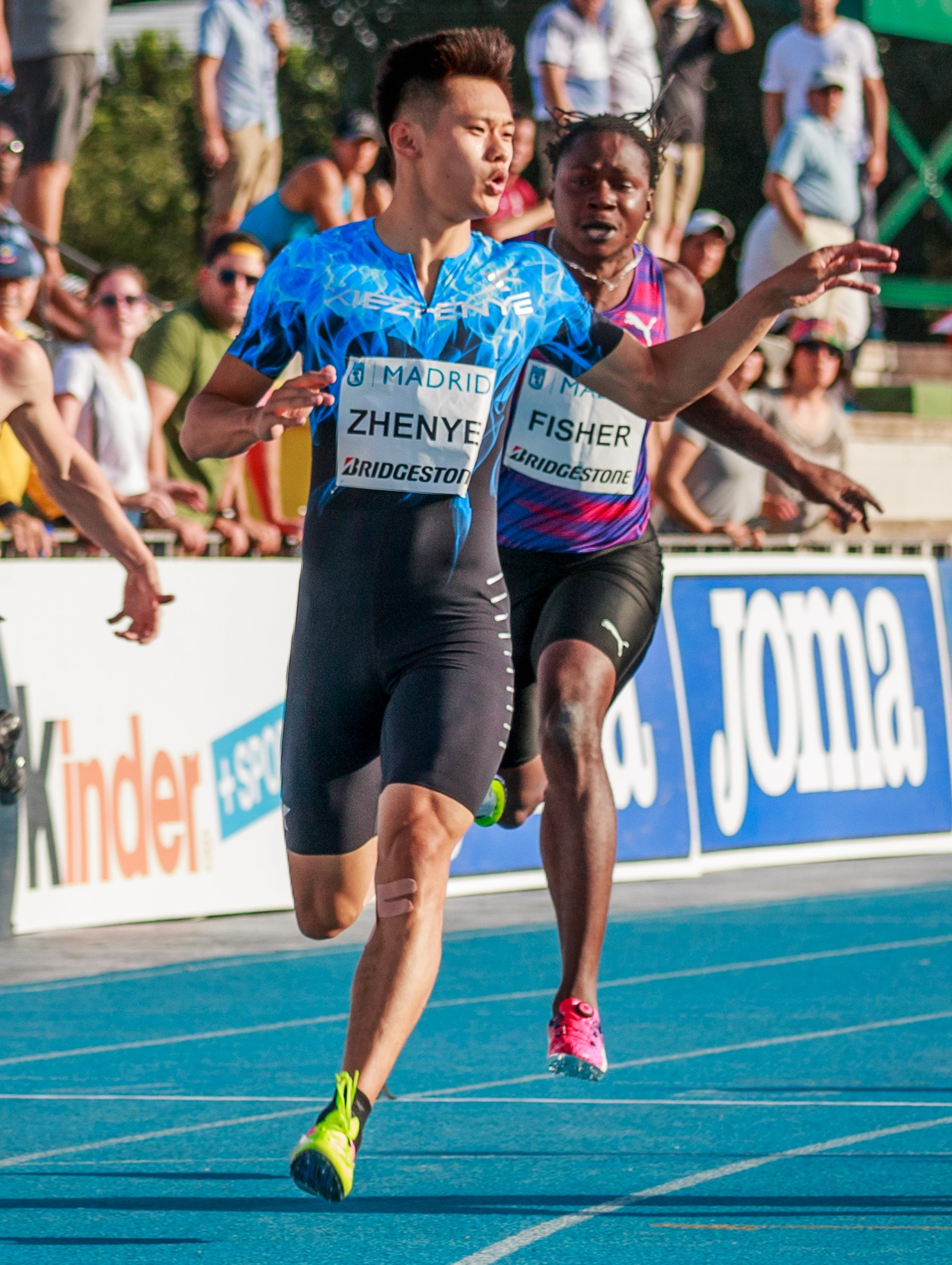
Xie Zhenye erreichte Platz sieben

## Videolinks
- Men's 200m Final | World Athletics Championships Doha 2019, youtube.com, abgerufen am 11. März 2021
- Men's 200m Semi-Finals | World Athletics Championships Doha 2019, youtube.com, abgerufen am 11. März 2021